# Franz Wagner (basket-ball)
Pour les articles homonymes, voir Franz Wagner et Wagner.
Franz Jacob Wagner, né le 27 août 2001 à Berlin en Allemagne, est un joueur allemand de basket-ball évoluant au poste d'ailier. Son frère Moritz Wagner est également basketteur professionnel.

## Biographie

### Magic d'Orlando (depuis 2022)
Après deux saisons passées sous le maillot universitaire des Wolverines du Michigan, il se présente le 4 mai 2021 pour la draft 2021 où il est attendu parmi les quinze premiers choix.
Il est choisi en 8e position par le Magic d'Orlando.

## Palmarès

### NBA
- NBA All-Rookie First Team en 2022.

### Équipe nationale
- Médaille d'or à la Coupe du monde 2023
- Troisième au Championnat d'Europe 2022

### Individuel
- Élu dans le deuxième cinq majeur (All-Second Team) de la Coupe du monde 2023.

## Statistiques

### Universitaires
Les statistiques de Franz Wagner en matchs universitaires sont les suivantes :
| Saison    | Équipe   | Matchs | Titul. | Min./m | % Tir | % 3pts | % LF | Rbds/m. | Pass/m. | Int/m. | Ctr/m. | Pts/m. |
| --------- | -------- | ------ | ------ | ------ | ----- | ------ | ---- | ------- | ------- | ------ | ------ | ------ |
| 2019-2020 | Michigan | 27     | 27     | 30,8   | 45,2  | 31,1   | 83,3 | 5,60    | 1,00    | 1,30   | 0,60   | 11,60  |
| 2020-2021 | Michigan | 28     | 28     | 31,7   | 47,7  | 34,3   | 83,5 | 6,50    | 3,00    | 1,30   | 1,00   | 12,50  |
| Carrière  | Carrière | 55     | 55     | 31,2   | 46,5  | 32,5   | 83,5 | 6,10    | 2,00    | 1,30   | 0,80   | 12,00  |

### Professionnelles

#### Saison régulière
| Saison    | Équipe   | Matchs | Titul. | Min./m | % Tir | % 3pts | % LF | Rbds/m. | Pass/m. | Int/m. | Ctr/m. | Pts/m. |
| --------- | -------- | ------ | ------ | ------ | ----- | ------ | ---- | ------- | ------- | ------ | ------ | ------ |
| 2021-2022 | Orlando  | 79     | 79     | 30,7   | 46,8  | 35,4   | 86,3 | 4,51    | 2,92    | 0,86   | 0,43   | 15,15  |
| 2022-2023 | Orlando  | 80     | 80     | 32,6   | 48,5  | 36,1   | 84,2 | 4,12    | 3,54    | 0,96   | 0,22   | 18,56  |
| 2023-2024 | Orlando  | 72     | 72     | 32,5   | 48,2  | 28,1   | 85,0 | 5,29    | 3,74    | 1,06   | 0,39   | 19,74  |
| 2024-2025 | Orlando  | 61     | 60     | 33,2   | 46,3  | 29,5   | 87,1 | 5,61    | 4,66    | 1,23   | 0,34   | 23,75  |
| Carrière  | Carrière | 292    | 291    | 32,2   | 47,4  | 32,2   | 85,6 | 4,82    | 3,65    | 1,01   | 0,34   | 19,01  |

#### Playoffs
| Saison   | Équipe   | Matchs | Titul. | Min./m | % Tir | % 3pts | % LF | Rbds/m. | Pass/m. | Int/m. | Ctr/m. | Pts/m. |
| -------- | -------- | ------ | ------ | ------ | ----- | ------ | ---- | ------- | ------- | ------ | ------ | ------ |
| 2024     | Orlando  | 7      | 7      | 37,1   | 40,8  | 26,5   | 88,6 | 6,90    | 4,40    | 0,70   | 1,30   | 18,90  |
| Carrière | Carrière | 7      | 7      | 37,1   | 40,8  | 26,5   | 88,6 | 6,90    | 4,40    | 0,70   | 1,30   | 18,90  |

## Records sur une rencontre en NBA
Les records personnels de Franz Wagner en NBA sont les suivants, :
| Type de statistique        | Saison régulière | Saison régulière        | Saison régulière | Playoffs | Playoffs                 | Playoffs      |
| Type de statistique        | Record           | Adversaire              | Date             | Record   | Adversaire               | Date          |
| -------------------------- | ---------------- | ----------------------- | ---------------- | -------- | ------------------------ | ------------- |
| Points                     | 38               | 2 fois                  | 2 fois           | 34       | Cavaliers de Cleveland   | 27 avril 2024 |
| Paniers marqués            | 17               | @ Pistons de Détroit    | 4 février 2024   | 13       | Cavaliers de Cleveland   | 27 avril 2024 |
| Paniers tentés             | 29               | @ Hawks d'Atlanta       | 10 février 2025  | 27       | Celtics de Boston        | 25 avril 2025 |
| Paniers à 3 points réussis | 5                | 8 fois                  | 8 fois           | 3        | Celtics de Boston        | 25 avril 2025 |
| Paniers à 3 points tentés  | 12               | 2 fois                  | 2 fois           | 13       | Celtics de Boston        | 25 avril 2025 |
| Lancers francs réussis     | 18               | @ Jazz de l'Utah        | 1er février 2025 | 11       | Cavaliers de Cleveland   | 3 mai 2024    |
| Lancers francs tentés      | 20               | @ Jazz de l'Utah        | 1er février 2025 | 20       | @ Celtics de Boston      | 23 avril 2025 |
| Rebonds offensifs          | 6                | @ Hawks d'Atlanta       | 19 décembre 2022 | 4        | @ Cavaliers de Cleveland | 5 mai 2024    |
| Rebonds défensifs          | 11               | @ Nets de Brooklyn      | 18 décembre 2021 | 12       | Cavaliers de Cleveland   | 27 avril 2024 |
| Rebonds totaux             | 11               | 3 fois                  | 3 fois           | 13       | Cavaliers de Cleveland   | 27 avril 2024 |
| Passes décisives           | 11               | @ Lakers de Los Angeles | 21 novembre 2024 | 8        | 2 fois                   | 2 fois        |
| Interceptions              | 6                | Nets de Brooklyn        | 10 novembre 2021 | 1        | 5 fois                   | 5 fois        |
| Contres                    | 2                | 11 fois                 | 11 fois          | 3        | @ Cavaliers de Cleveland | 20 avril 2024 |
| Balles perdues             | 7                | @ Heat de Miami         | 6 février 2024   | 6        | @ Cavaliers de Cleveland | 22 avril 2024 |
| Minutes jouées             | 44               | Bulls de Chicago        | 10 février 2024  | 42       | Cavaliers de Cleveland   | 3 mai 2024    |

- Double-double : 8 (dont 1 en playoffs et 1 en play-in)
- Triple-double : 0

Dernière mise à jour : 15 avril 2025

## Vie privée
Son frère Moritz Wagner est aussi joueur professionnel de basket-ball.